# Gerry Fitt
Gerard „Gerry“ Fitt, Baron Fitt (* 9. April 1926 in Belfast, Nordirland; † 26. August 2005) war ein nordirischer Politiker.

## Leben
Fitt war nach dem Schulbesuch zwischen 1941 und 1953 bei der Handelsmarine tätig.
Seine politische Laufbahn begann er für die Irish Labour Party 1958 in der Kommunalpolitik, ehe er 1962 für diese in das Nordirische Parlament (Northern Ireland Assembly) gewählt wurde und dort bis zu dessen Auflösung im März 1972 den Wahlkreis Belfast-Dock Division vertrat.
Nach seinem Austritt aus der Irish Labour Party gründete er 1964 die Republican Labour Party (RLP) und wurde für diese bei den Wahlen 1966 in das britische Unterhaus (House of Commons) gewählt, dem er bis 1983 angehörte und dort den Wahlkreis Belfast West vertrat. Zwischen 1964 und 1970 war er auch Vorsitzender der RLP.
1970 gehörte er zu den Mitgründern der Social Democratic and Labour Party (SDLP) und war zugleich bis 1979 deren Vorsitzender. Daneben war er von 1973 bis 1975 Mitglied der Regierung von Nordirland und zeitweise 1974 als Vertreter von Brian Faulkner deren stellvertretender Chef (Deputy Chief of the Northern Ireland Executive). In diesen Funktionen nahm er an den Verhandlungen zum Abkommen von Sunningdale teil, das vorsah, dass Nordirlands Unionisten einen Teil ihres Einflusses an nationalistische Iren abtraten, wobei das Abkommen aber letztlich wegen starker Opposition, zunehmender Gewalttaten seitens der Provisional Irish Republican Army (PIRA) und einem vom Ulster Workers' Council organisierten Generalstreik scheiterte.
Nachdem er 1979 die SDLP verlassen hatte, blieb er als parteiloser Sozialist Mitglied des Unterhauses. Nachfolger als Vorsitzender der SDLP wurde daraufhin John Hume. Fitt, der sich für Gewaltlosigkeit im Nordirlandkonflikt einsetzte, musste in der Folgezeit sowohl Anfeindungen von Seiten der Republikaner als auch von loyalistischen Extremisten ertragen.
Bei den Unterhauswahlen vom 9. Juni 1983 verlor er seinen Sitz im Unterhaus an den Kandidaten der Sinn Féin, Gerry Adams, wurde aber im Juli 1983 zum Life Peer mit dem Titel Baron Fitt, of Bell's Hill in the County of Down, in den Adelsstand erhoben und gehörte fortan dem Oberhaus (House of Lords) an. Kurz nach seiner Erhebung zum Life Peer wurde auf sein Haus in Belfast ein Brandanschlag verübt.
Gerry Fitt – Baron Fitt, Vater von 6 Töchtern, starb im Alter von 79 Jahren.